# In South Africa / Suid-Afrika
In South Africa / Suid-Afrika ist das achte Studioalbum des österreichischen Schlagersängers Freddy Quinn, das 1963 im Musiklabel Polydor (Nummer LPHM 46284) erschien und Titel auf Afrikaans enthielt. Es konnte sich nicht in den deutschen Albumcharts platzieren.

## Titelliste
Das Album beinhaltet folgende zwölf Titel:
- Seite 1

1. My Hart Verlang Na Die Boland
2. Die Ghitaar En Die See
3. By The Way
4. Ek Was Alleen
5. La Paloma
6. Seun Kom Huitoe

- Seite 2

1. My Tuiste Oor Die See
2. I’ll Hold You In My Heart
3. Aloha Oe
4. My Huisie In Die Berge
5. Gee My ‘N Huisie In Die Bosveld
6. Das Gipt’s Nur Auf Der Reeperbahn